# Pupulina brevicauda
Pupulina brevicauda is een eenoogkreeftjessoort uit de familie van de Caligidae. De wetenschappelijke naam van de soort is voor het eerst geldig gepubliceerd in 1952 door Wilson M.S..